# Звезда 1939—1945
Звезда 1939—1945 (англ. 1939–1945 Star) — государственная военная награда Великобритании и Стран Содружества в период Второй мировой войны.
Является одной из восьми наградных звёзд периода Второй мировой войны.

## Статут
Звезда вручается военнослужащим, принимавшим участие в военных действиях Второй мировой войны в период с 3 сентября 1939 года по 2 сентября 1945 года. Представляемый к награде должен удовлетворять одному из критериев:
- принимать участие в военных операциях в течение шести месяцев;
- ВВС:
  - лётчики — принимавшие участие в боевых действиях в течение двух месяцев,
  - наземный персонал — проходившие службу в течение шести месяцев;
- ВМФ:
  - военные, проходившие службу в течение шести месяцев на море в районе боевых действий,
  - торговый флот — в течение шести месяцев службы в море и совершившие один поход в зону боевых действий;

## Степени
Звезда вручалась в одном классе, однако:
- для лётчиков, участвовавших в Битве за Британию, на ленте награды помещалась золотая планка в виде геральдической розы;
- учреждена в 2013 году для лётчиков бомбардировочной авиации, на ленте награды помещалась серебряная планка в виде геральдической розы.

## Описание
Шестиконечная бронзовая звезда высотой 44 и шириной 38 миллиметров. Лучи звезды прямые, заострённые, двугранные. В центре находится круглый медальон с широкой каймой. В медальоне королевская монограмма Георга VI «GRI VI» (Georg VI Reg Imperator) коронованная королевской короной. В кайме надпись: «THE 1939—1945 STAR».
 Лента трёх вертикальных равновеликих полос: тёмно-синего, красного и светло-голубого цветов.